# Hilara quadriclavata
Hilara quadriclavata är en tvåvingeart som beskrevs av Gabriel Strobl 1899. Hilara quadriclavata ingår i släktet Hilara och familjen dansflugor.
Artens utbredningsområde är Spanien. Inga underarter finns listade i Catalogue of Life.